# Bitwa pod Downpatrick
Bitwa pod Downpatrick – starcie zbrojne, które miało miejsce w roku 1260 w trakcie walk Anglików i Normanów z Irlandczykami.
Starcie zakończyło się zwycięstwem wojsk normandzkich nad siłami irlandzkimi pod wodzą Briana O'Neilla, przywódcy jednego z ostatnich niezależnych klanów. Porażkę Irlandczyków przypisuje się temu, iż ludy gaelickie tradycyjnie nie używały w walce zbroi i ciężkich ochraniaczy.